# Leichtathletik-Europacup 2001
| 22. Leichtathletik-Europacup                          | 22. Leichtathletik-Europacup | 22. Leichtathletik-Europacup | 22. Leichtathletik-Europacup | 22. Leichtathletik-Europacup | 22. Leichtathletik-Europacup |
| ----------------------------------------------------- | ---------------------------- | ---------------------------- | ---------------------------- | ---------------------------- | ---------------------------- |
|                                                       |                              |                              |                              |                              |                              |
| Resultate Superliga (Endstand nach 39 Entscheidungen) |                              |                              |                              |                              |                              |
| Bremen Weserstadion – 23./24. Juni 2001               |                              |                              |                              |                              |                              |
| Frauen                                                | Frauen                       | Frauen                       | Männer                       | Männer                       | Männer                       |
| Platz                                                 | Land                         | Punkte                       | Platz                        | Land                         | Punkte                       |
| 1                                                     | Russland                     | 126,5                        | 1                            | Polen                        | 107                          |
| 2                                                     | Deutschland                  | 117,0                        | 2                            | Russland                     | 097                          |
| 3                                                     | Frankreich                   | 086,0                        | 3                            | Italien                      | 094                          |
| 4                                                     | Großbritannien               | 082,0                        | 4                            | Deutschland                  | 093                          |
| 5                                                     | Rumänien                     | 078,0                        | 5                            | Großbritannien               | 091                          |
| 6                                                     | Italien                      | 072,5                        | 6                            | Frankreich                   | 087                          |
| 7                                                     | Belarus                      | 070,0                        | 7                            | Spanien                      | 077                          |
| 8                                                     | Tschechien                   | 047,0                        | 8                            | Griechenland                 | 067                          |
| ← Gateshead 2000                                      | ← Gateshead 2000             | ← Gateshead 2000             | Annecy 2002 →                | Annecy 2002 →                | Annecy 2002 →                |
|  abgestiegen in die 1. Liga des nächsten Europacups   |                              |                              |                              |                              |                              |

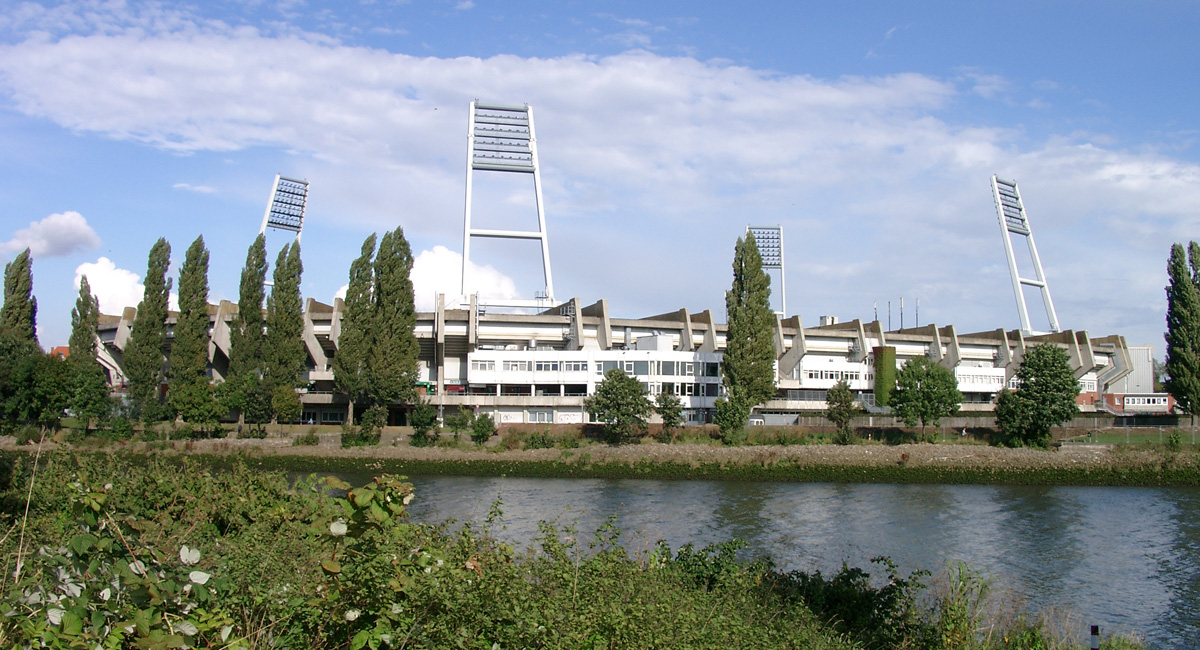
Das Bremer Weserstadion – hier im Jahr 2004

Das 22. Leichtathletik-Europacup-Superliga-Finale fand am 23. und 24. Juli 1998 im Weserstadion der deutschen Stadt Bremen statt und umfasste 39 Disziplinen (20 Männer, 19 Frauen).

## Austragungsort
Ursprünglich war Florenz als Austragungsort vorgesehen, doch der italienische Leichtathletik-Verband FIDAL hatte Probleme mit der Fertigstellung des entsprechenden Stadions und musste die Ausrichtungsrechte zurückgeben. So vergab das Council der European Athletic Association die Wettkämpfe am 15. April 2000 auf seiner Sitzung in Wien an die Hansestadt an der Weser, die sich zuvor im nationalen Vorentscheid gegen Nürnberg, Ulm und Erfurt durchgesetzt hatte.

## Modus
Auch die diesjährige Austragung fand nach den im Europacup 1983 erstmals gültigen Regeln statt. Das höchste Niveau des Cups wurde als Superliga bezeichnet. Die einen Rang unter der Superliga platzierten Nationen trugen ihre Wettbewerbe in der 1. Liga aus, die in zwei Gruppen unterteilt war. Die 2. Liga war wie schon in den Vorjahren ebenfalls in zwei Gruppen aufgeteilt.
Die Wettbewerbe der Superliga wurden am Samstag, 23. und Sonntag, 24. Juni ausgetragen. In den beiden anderen Ligen fanden die Wettkämpfe am selben Wochenende statt. Das seit 1983 praktizierte System mit Auf- und Absteigern entschied auch weiterhin über die Ligeneinteilungen des nächsten Cups – hier für 2002.
Ab 1994 war der vorher praktizierte Austragungsturnus von zwei Jahren auf ein Jahr verkürzt worden. Dadurch war der Europacup in keinem Jahr mehr der internationale Jahreshöhepunkt. In den ungeraden Jahren wurden Weltmeisterschaften, in den geraden Jahren Europameisterschaften oder Olympische Spiele ausgetragen. Dies führte im Lauf der kommenden Jahre zu einer Abwertung des Cups.
Auch die zur Straffung der Veranstaltung 1997 eingeführte Praxis in den vertikalen Sprungwettbewerben, im Kugelstoßen sowie den Wurfdisziplinen wurde beibehalten. Dort standen den Athleten nicht wie üblich sechs, sondern nur vier Versuche zur Verfügung.

## Der Leichtathletik-Europacup 2001
Trotz konstant sehr guter Wetterbedingungen stieß die Veranstaltung nur auf mittelmäßige Resonanz in Bremen. Der Vorsitzende des mitorganisierenden Bremer Leichtathletik-Verbandes Matthias Reick schätzte, dass an den zwei Tagen insgesamt rund 28.000 Zuschauer den Wettkämpfen im Stadion beigewohnt hätten. Die Gesamtreichweite des Europacups 2001 im Fernsehen lag bei etwa 36 Millionen TV-Kontakten.
Im Wettbewerbskatalog gab es diesmal keine Erweiterungen. Im Frauenprogramm fehlte immer noch der 3000-Meter-Hindernislauf, der im kommenden Jahr Teil der Veranstaltung wurde.
Seit 1996 sponserte die Handelskette Spar (Eigenschreibweise: SPAR) den Europacup und blieb der Veranstaltung bis zuletzt erhalten. Dies führte auch zur Umbenennung in SPAR-Europacup.
Bei den Männern errang zum ersten Mal Polen den vordersten Platz der Gesamtwertung. Es kam allerdings zu einem kleinen Fehler bei der Siegerehrung, als dem Team zunächst versehentlich die Frauentrophäe überreicht wurde. Die Wettkämpfe der Frauen wurden wieder klar von den Russinnen dominiert, die allein sieben Einzelsiege feiern konnten. Für sie war es – die Zeit der Sowjetunion mit einberechnet – der zehnte Sieg insgesamt und der fünfte in Folge, dem noch zwei weitere folgen sollten. Die zweiten Plätze belegten bei den Frauen Deutschland und bei den Männern Russland.

## Sportliche Höhepunkte
Als herausragenden sportlichen Höhepunkt konnte das Publikum die Aufstellung eines neuen Europarekordes im Stabhochsprung der Frauen durch die russische Athletin Swetlana Feofanowa mit 4,60 m verfolgen. Über 5000 Meter stellte Feofanowas Landsfrau Jelena Sadoroschnaja mit 14:40,47 min eine neue Weltjahresbestleistung auf. Äußerst überraschend war der Sieg der italienischen 4-mal-100-Meter-Staffel der Männer über die favorisierte Mannschaft aus Großbritannien.
Als erfolgreichste Sportlerin der Veranstaltung zeichnete sich die deutsche 400-Meter-Läuferin Grit Breuer mit zwei Siegen aus.

## Deutsche Mannschaft
Das Team des Deutschen Leichtathletik-Verbandes setzte sich aus 41 Athleten zusammen und wurde vom Diskuswerfer Lars Riedel angeführt. Einziger Teilnehmer aus der Gastgeberstadt war der 400-Meter-Läufer Lars Figura.

## Doping
Der französische Sprinter Christophe Cheval wurde positiv auf das verbotene Mittel Nandrolon getestet und mit einer Sperre von zwei Jahren belegt. Unter anderem seine hier in Bremen erzielten Resultate wurden annulliert. Er hatte über 200 Meter ursprünglich Rang vier belegt und war auf der dritten Position seiner zunächst viertplatzierten 4-mal-100-Meter-Staffel eingesetzt worden. So verlor das französische Team zehn Punkte und wurde vom zweiten auf den sechsten Platz zurückgestuft.

## Länderwertungen 2.Liga
Die 2. Liga der Männer und Frauen wurde in zwei Gruppen ausgetragen. Die Wettbewerbe der Gruppe 1 fanden am 22. und 23. Juni in Riga, Lettland, statt, die der Gruppe 2 am 23. und 24. Juni in Nikosia, Zypern. Aus den beiden Gruppen qualifizierten sich die jeweils ersten beiden Teams für die Teilnahme an den beiden Gruppen der 1. Liga des nächsten Europacups.
| Länderwertungen 2. Liga Gruppe 1 in Riga am 22./23. Juni | Länderwertungen 2. Liga Gruppe 1 in Riga am 22./23. Juni | Länderwertungen 2. Liga Gruppe 1 in Riga am 22./23. Juni | Länderwertungen 2. Liga Gruppe 1 in Riga am 22./23. Juni | Länderwertungen 2. Liga Gruppe 1 in Riga am 22./23. Juni | Länderwertungen 2. Liga Gruppe 1 in Riga am 22./23. Juni |
|                                                          | Frauen                                                   | Frauen                                                   |                                                          | Männer                                                   | Männer                                                   |
| Platz                                                    | Land                                                     | Punkte                                                   |                                                          | Land                                                     | Punkte                                                   |
| -------------------------------------------------------- | -------------------------------------------------------- | -------------------------------------------------------- | -------------------------------------------------------- | -------------------------------------------------------- | -------------------------------------------------------- |
| 1                                                        | Norwegen                                                 | 136,5                                                    |                                                          | Dänemark                                                 | 141                                                      |
| 2                                                        | Lettland                                                 | 131,0                                                    |                                                          | Litauen                                                  | 126                                                      |
| 3                                                        | Irland                                                   | 129,0                                                    |                                                          | Lettland                                                 | 125                                                      |
| 4                                                        | Estland                                                  | 116,5                                                    |                                                          | Estland                                                  | 120                                                      |
| 5                                                        | Dänemark                                                 | 115,0                                                    |                                                          | Türkei                                                   | 115                                                      |
| 6                                                        | Moldau                                                   | 097,0                                                    |                                                          | Moldau                                                   | 076                                                      |
| 7                                                        | Georgien                                                 | 044,0                                                    |                                                          | Georgien                                                 | 064                                                      |
| 8                                                        | Luxemburg                                                | 043,0                                                    |                                                          | Luxemburg                                                | 060                                                      |
| 9                                                        | Armenien                                                 | 032,0                                                    |                                                          | Armenien                                                 | 051                                                      |

 qualifiziert für die 1. Liga des nächsten Europacups
| Länderwertungen 2. Liga Gruppe 2 in Nikosia am 23./24. Juni | Länderwertungen 2. Liga Gruppe 2 in Nikosia am 23./24. Juni | Länderwertungen 2. Liga Gruppe 2 in Nikosia am 23./24. Juni | Länderwertungen 2. Liga Gruppe 2 in Nikosia am 23./24. Juni | Länderwertungen 2. Liga Gruppe 2 in Nikosia am 23./24. Juni | Länderwertungen 2. Liga Gruppe 2 in Nikosia am 23./24. Juni |
|                                                             | Frauen                                                      | Frauen                                                      |                                                             | Männer                                                      | Männer                                                      |
| Platz                                                       | Land                                                        | Punkte                                                      |                                                             | Land                                                        | Punkte                                                      |
| ----------------------------------------------------------- | ----------------------------------------------------------- | ----------------------------------------------------------- | ----------------------------------------------------------- | ----------------------------------------------------------- | ----------------------------------------------------------- |
| 1                                                           | Schweiz                                                     | 131                                                         |                                                             | Belgien                                                     | 143                                                         |
| 2                                                           | Slowakei                                                    | 109                                                         |                                                             | Österreich                                                  | 118                                                         |
| 3                                                           | Kroatien                                                    | 098                                                         |                                                             | Kroatien                                                    | 105                                                         |
| 4                                                           | Israel                                                      | 093                                                         |                                                             | Israel                                                      | 093                                                         |
| 5                                                           | Zypern                                                      | 086                                                         |                                                             | Zypern                                                      | 092                                                         |
| 6                                                           | Island                                                      | 079                                                         |                                                             | Island                                                      | 071                                                         |
| 7                                                           | Albanien                                                    | 049                                                         |                                                             | AASSE                                                       | 047                                                         |
| 8                                                           | AASSE                                                       | 033                                                         |                                                             | Bosnien und Herzegowina                                     | 045                                                         |

 qualifiziert für die 1. Liga des nächsten Europacups

## Länderwertungen 1.Liga
Die Wettbewerbe in der 1. Liga wurden für Männer und Frauen gemeinsam am 23. und 24. Juni ausgetragen. Die Teams der Gruppe 1 trafen sich in Vaasa (Finnland), die Gruppe 2 fand in der ungarischen Stadt Budapest statt. Die beiden jeweiligen Gruppenersten qualifizierten sich für die Superliga des kommenden Europacups. In die 2. Liga absteigen mussten die Mannschaften auf den jeweils letzten beiden Plätzen.
| Länderwertungen 1. Liga Gruppe 1 – in Vaasa am 23./24. Juni | Länderwertungen 1. Liga Gruppe 1 – in Vaasa am 23./24. Juni | Länderwertungen 1. Liga Gruppe 1 – in Vaasa am 23./24. Juni | Länderwertungen 1. Liga Gruppe 1 – in Vaasa am 23./24. Juni | Länderwertungen 1. Liga Gruppe 1 – in Vaasa am 23./24. Juni | Länderwertungen 1. Liga Gruppe 1 – in Vaasa am 23./24. Juni |
|                                                             | Frauen                                                      | Frauen                                                      |                                                             | Männer                                                      | Männer                                                      |
| Platz                                                       | Land                                                        | Punkte                                                      |                                                             | Land                                                        | Punkte                                                      |
| ----------------------------------------------------------- | ----------------------------------------------------------- | ----------------------------------------------------------- | ----------------------------------------------------------- | ----------------------------------------------------------- | ----------------------------------------------------------- |
| 1                                                           | Polen                                                       | 122                                                         |                                                             | Finnland                                                    | 110,0                                                       |
| 2                                                           | Spanien                                                     | 105                                                         |                                                             | Schweden                                                    | 106,0                                                       |
| 3                                                           | Griechenland                                                | 101                                                         |                                                             | Tschechien                                                  | 101,0                                                       |
| 4                                                           | Schweden                                                    | 095                                                         |                                                             | Norwegen                                                    | 094,5                                                       |
| 5                                                           | Portugal                                                    | 076                                                         |                                                             | Schweiz                                                     | 087,5                                                       |
| 6                                                           | Finnland                                                    | 070                                                         |                                                             | Portugal                                                    | 082,5                                                       |
| 7                                                           | Belgien                                                     | 063                                                         |                                                             | Belarus                                                     | 077,0                                                       |
| 8                                                           | Litauen                                                     | 051                                                         |                                                             | Irland                                                      | 060,5                                                       |

 qualifiziert für die Superliga des nächsten Europacups

 abgestiegen in die 2. Liga des nächsten Europacups
| Länderwertungen 1. Liga Gruppe 2 – in Budapest am 23./24. Juni | Länderwertungen 1. Liga Gruppe 2 – in Budapest am 23./24. Juni | Länderwertungen 1. Liga Gruppe 2 – in Budapest am 23./24. Juni | Länderwertungen 1. Liga Gruppe 2 – in Budapest am 23./24. Juni | Länderwertungen 1. Liga Gruppe 2 – in Budapest am 23./24. Juni | Länderwertungen 1. Liga Gruppe 2 – in Budapest am 23./24. Juni |
|                                                                | Frauen                                                         | Frauen                                                         |                                                                | Männer                                                         | Männer                                                         |
| Platz                                                          | Land                                                           | Punkte                                                         |                                                                | Land                                                           | Punkte                                                         |
| -------------------------------------------------------------- | -------------------------------------------------------------- | -------------------------------------------------------------- | -------------------------------------------------------------- | -------------------------------------------------------------- | -------------------------------------------------------------- |
| 1                                                              | Ukraine                                                        | 119,0                                                          |                                                                | Ukraine                                                        | 131,0                                                          |
| 2                                                              | Bulgarien                                                      | 109,0                                                          |                                                                | Rumänien                                                       | 104,0                                                          |
| 3                                                              | Niederlande                                                    | 092,0                                                          |                                                                | Niederlande                                                    | 097,5                                                          |
| 4                                                              | Ungarn                                                         | 088,0                                                          |                                                                | Ungarn                                                         | 093,5                                                          |
| 5                                                              | Slowenien                                                      | 083,0                                                          |                                                                | Slowenien                                                      | 086,0                                                          |
| 6                                                              | Türkei                                                         | 072,5                                                          |                                                                | Slowakei                                                       | 073,0                                                          |
| 7                                                              | Österreich                                                     | 062,0                                                          |                                                                | BR Jugoslawien                                                 | 071,0                                                          |
| 8                                                              | BR Jugoslawien                                                 | 056,5                                                          |                                                                | Bulgarien                                                      | 060,0                                                          |

 qualifiziert für die Superliga des nächsten Europacups

 abgestiegen in die 2. Liga des nächsten Europacups

## Länderwertungen Superliga
Die Teams auf den jeweils letzten beiden Plätzen stiegen in die 1. Liga des nachfolgenden Europacups ab.
| Länderwertungen Superliga – in Bremen am 23./24. Juni | Länderwertungen Superliga – in Bremen am 23./24. Juni | Länderwertungen Superliga – in Bremen am 23./24. Juni | Länderwertungen Superliga – in Bremen am 23./24. Juni | Länderwertungen Superliga – in Bremen am 23./24. Juni | Länderwertungen Superliga – in Bremen am 23./24. Juni |
|                                                       | Frauen                                                | Frauen                                                |                                                       | Männer                                                | Männer                                                |
| Platz                                                 | Land                                                  | Punkte                                                |                                                       | Land                                                  | Punkte                                                |
| ----------------------------------------------------- | ----------------------------------------------------- | ----------------------------------------------------- | ----------------------------------------------------- | ----------------------------------------------------- | ----------------------------------------------------- |
| 1                                                     | Russland                                              | 126,5                                                 |                                                       | Polen                                                 | 107                                                   |
| 2                                                     | Deutschland                                           | 117,0                                                 |                                                       | Russland                                              | 097                                                   |
| 3                                                     | Frankreich                                            | 086,0                                                 |                                                       | Italien                                               | 094                                                   |
| 4                                                     | Großbritannien                                        | 082,0                                                 |                                                       | Deutschland                                           | 093                                                   |
| 5                                                     | Rumänien                                              | 078,0                                                 |                                                       | Großbritannien                                        | 091                                                   |
| 6                                                     | Italien                                               | 072,5                                                 |                                                       | Frankreich                                            | 087                                                   |
| 7                                                     | Belarus                                               | 070,0                                                 |                                                       | Spanien                                               | 077                                                   |
| 8                                                     | Tschechien                                            | 047,0                                                 |                                                       | Griechenland                                          | 067                                                   |

 abgestiegen in die 1. Liga des nächsten Europacups

## Legende
Kurze Übersicht zur Bedeutung der Symbolik – so üblicherweise auch in sonstigen Veröffentlichungen verwendet:
| WR  | Weltrekord                                                   |
| ER  | Europarekord                                                 |
| WL  | Weltjahresbestleistung                                       |
| DNS | nicht am Start (did not start)                               |
| DSQ | disqualifiziert                                              |
| DOP | wegen Dopingvergehens disqualifiziert                        |
| NMH | keine Höhe (No Mark)                                         |
| ogV | ohne gültigen Versuch                                        |
| r   | Wettkampf nicht fortgesetzt (retired)                        |
| x   | ungültig                                                     |
| o   | Höhe übersprungen                                            |
| –   | ausgelassen                                                  |
| w   | Rückenwindunterstützung über dem erlaubten Limit von 2,0 m/s |

## Superliga: Resultate der Einzeldisziplinen

### Männer

#### 100 m
| Platz | Athlet                | Land | Zeit (s) |
| ----- | --------------------- | ---- | -------- |
| 1     | Mark Lewis-Francis    | GBR  | 10,13    |
| 2     | Konstantinos Kenteris | GRC  | 10,15    |
| 3     | Frédéric Krantz       | FRA  | 10,27    |
| 4     | Marco Torrieri        | ITA  | 10,29    |
| 5     | Tim Goebel            | GER  | 10,35    |
| 6     | Marcin Krzywański     | POL  | 10,42    |
| 7     | Sergei Bytschkow      | RUS  | 10,46    |
| 8     | Pedro Pablo Nolet     | ESP  | 10,48    |

WR: 9,79 s –  Maurice Greene, Athen 1999

ER:09,87 s –  GBR Linford Christie, Stuttgart 1993
Datum: 23. Juni
Wind: +1,4 m/s

#### 200 m
| Platz | Athlet                | Land | Zeit (s) |
| ----- | --------------------- | ---- | -------- |
| 1     | Konstantinos Kenteris | GRC  | 20,31    |
| 2     | Marlon Devonish       | GBR  | 20,59    |
| 3     | Marcin Urbaś          | POL  | 20,69    |
| 4     | Alessandro Cavallaro  | ITA  | 20,84    |
| 5     | Marc Blume            | GER  | 21,14    |
| 6     | Alexander Riabow      | RUS  | 21,41    |
| DSQ   | Alberto Dorrego       | ESP  |          |
| DOP   | Christophe Cheval     | FRA  | 20,82    |

WR: 19,32 s –  Michael Johnson, Atlanta 1996

ER:019,72 s –  Pietro Mennea, Mexiko-Stadt 1979
Datum: 24. Juni
Wind: −0,7 m/s
Der zunächst viertplatzierte französische Sprinter Christophe Cheval wurde positiv auf das verbotene Mittel Nandrolon getestet und mit einer Sperre von zwei Jahren belegt. Unter anderem seine hier erzielten Resultate wurden annulliert. Er war auch in der 4-mal-100-Meter-Staffel eingesetzt worden. So verlor das französische Team zehn Punkte und wurde vom zweiten auf den sechsten Platz zurückgestuft.

#### 400 m
| Platz | Athlet             | Land | Zeit (s) |
| ----- | ------------------ | ---- | -------- |
| 1     | Marc Raquil        | FRA  | 44,95    |
| 2     | Robert Maćkowiak   | POL  | 45,48    |
| 3     | David Canal        | ESP  | 45,52    |
| 4     | Ingo Schultz       | GER  | 45,53    |
| 5     | Alesandro Attene   | ITA  | 45,92    |
| 6     | Dmitri Golowastow  | RUS  | 46,11    |
| 7     | Iwan Thomas        | GBR  | 46,14    |
| 8     | Anastasios Goussis | GRC  | 47,05    |

WR: 43,18 s –  Michael Johnson, Sevilla 1999

ER:044,33 s –  Thomas Schönlebe, Rom 1987
Datum: 23. Juni

#### 800 m
| Platz | Athlet            | Land | Zeit (min) |
| ----- | ----------------- | ---- | ---------- |
| 1     | Paweł Czapiewski  | POL  | 1:48,28    |
| 2     | Andrea Longo      | ITA  | 1:48,54    |
| 3     | Simon Lees        | GBR  | 1:48,80    |
| 4     | Dimitri Bogdanow  | RUS  | 1:48,97    |
| 5     | Jimmy Lomba       | FRA  | 1:49,13    |
| 6     | Tarik Bourrouag   | GER  | 1:49,36    |
| 7     | Israel Domínguez  | ESP  | 1:49,65    |
| 8     | Pavlos Farouggias | GRC  | 1:50,06    |

WR/ER: 1:41,11 min –  Wilson Kipketer, Köln 1997
Datum: 24. Juni
Am 21. Juni musste der Vorjahresolympiasieger Nils Schumann, der das deutsche Team ursprünglich gemeinsam mit Diskuswerfer Lars Riedel anführen sollte, seine Teilnahme am Europacup absagen. Er hatte am 15. Juni während des Trainings einen Muskelfaserriss im Oberschenkel erlitten und wurde durch Tarik Bourrouag ersetzt.

#### 1500 m
| Platz | Athlet                | Land | Zeit (min) |
| ----- | --------------------- | ---- | ---------- |
| 1     | José Antonio Redolat  | ESP  | 3:45,81    |
| 2     | Mehdi Baala           | FRA  | 3:46,29    |
| 3     | Leszek Zblewsk        | POL  | 3:47,06    |
| 4     | Christian Obrist      | ITA  | 3:47,69    |
| 5     | Panagiotis Stroubakos | GRC  | 3:48,11    |
| 6     | Tom Mayo              | GBR  | 3:48,69    |
| 7     | Andrei Sadoroschny    | RUS  | 3:48,81    |
| 8     | Benjamin Hetzler      | GER  | 3:50,08    |

WR: 3:26,00 min –  Hicham El Guerrouj, Rom 1998

ER:03:28,25 min –  Fermín Cacho, Zürich, 1997
Datum: 23. Juni

#### 3000 m
| Platz | Athlet            | Land | Zeit (min) |
| ----- | ----------------- | ---- | ---------- |
| 1     | Driss Maazouzi    | FRA  | 3:45,81    |
| 2     | Andrés Díaz       | ESP  | 3:46,29    |
| 3     | John Mayock       | GBR  | 3:47,06    |
| 4     | Wolfram Müller    | GER  | 3:47,69    |
| 5     | Sergej Drygin     | RUS  | 3:48,11    |
| 6     | Leszek Zblewski   | POL  | 3:48,69    |
| 7     | Ferdinando Vicari | ITA  | 3:48,81    |
| 8     | Yannis Neanidis   | GRC  | 3:50,08    |

WR: 7:20,67 min –  Daniel Komen, Rieti 1996

ER:07:26,62 min –  Mohammed Mourhit, Monaco 2000
Datum: 24. Juni

#### 5000 m
| Platz | Athlet              | Land | Zeit (min) |
| ----- | ------------------- | ---- | ---------- |
| 1     | Ismaïl Sghyr        | FRA  | 13:50,47   |
| 2     | Alberto García      | ESP  | 13:50,96   |
| 3     | Marco Mazza         | ITA  | 13:55,85   |
| 4     | Michael Openshaw    | GBR  | 13:58,15   |
| 5     | Jan Fitschen        | GER  | 13:58,86   |
| 6     | Michail Jeginow     | RUS  | 14:00,24   |
| 7     | Dariusz Kruczkowski | POL  | 14:08,83   |
| 8     | Anastasios Fraggos  | GRC  | 14:33,38   |

WR: 12:39,36 min –  Haile Gebrselassie, Helsinki, 1998

ER:012:49,71 min –  Mohammed Mourhit, Brüssel 2000
Datum: 23. Juni

#### 110 m Hürden
| Platz | Athlet              | Land | Zeit (s) |
| ----- | ------------------- | ---- | -------- |
| 1     | Jewgeni Petschonkin | RUS  | 13,38    |
| 2     | Florian Schwarthoff | GER  | 13,57    |
| 3     | Tony Jarrett        | GBR  | 13,58    |
| 4     | Emiliano Pizzoli    | ITA  | 13,71    |
| 5     | Krysztof Mehlich    | POL  | 13,86    |
| 6     | Hipólito Montesinos | GRC  | 13,88    |
| 7     | Ladji Doucouré      | FRA  | 14,02    |
| 8     | Dimítrios Piétris   | GRC  | 14,04    |

WR/ER: 12,91 s –  Colin Jackson, Stuttgart 1993
Datum: 24. Juni
Wind: +1,3 m/s

#### 400 m Hürden
| Platz | Athlet                 | Land | Zeit (s) |
| ----- | ---------------------- | ---- | -------- |
| 1     | Fabrizio Mori          | ITA  | 48,39    |
| 2     | Marek Plawgo           | POL  | 48,98    |
| 3     | Stéphane Diagana       | FRA  | 49,07    |
| 4     | Ruslan Maschtschenko   | RUS  | 49,53    |
| 5     | Christopher Rawlinson  | GBR  | 50,11    |
| 6     | Periklis Iakovakis     | GRC  | 50,28    |
| 7     | Eduardo Iván Rodríguez | ESP  | 50,44    |
| 8     | Jan Reinberg           | GER  | 51,66    |

WR: 46,78 s –  Kevin Young, Barcelona 1992

ER:047,37 s –  Stéphane Diagana, Lausanne 1995
Datum: 24. Juni

#### 3000 m Hindernis
| Platz | Athlet                        | Land | Zeit (min) |
| ----- | ----------------------------- | ---- | ---------- |
| 1     | Bouabdellah Tahri             | FRA  | 8:38,02    |
| 2     | Antonio Jiménez               | ESP  | 8:38,09    |
| 3     | Ralf Aßmus                    | GER  | 8:39,34    |
| 4     | Roman Usov                    | RUS  | 8:41,08    |
| 5     | Luciano Di Pardo              | ITA  | 8:42,75    |
| 6     | Jan Zakrzewski                | POL  | 8:44,79    |
| 7     | Georgios-Vasilios Kobogiannis | GRC  | 8:47,81    |
| 8     | Ben Whitby                    | GBR  | 8:50,13    |

WR: 7:55,72 min –  Bernard Barmasai, Köln 1997

ER:08:07,62 min –  Joseph Mahmoud, Brüssel 1984
Datum: 24. Juni

#### 4 × 100 m Staffel
| Platz | Besetzung      | Land                                                                             | Zeit (s) |
| ----- | -------------- | -------------------------------------------------------------------------------- | -------- |
| 1     | Italien        | Francesco Scuderi Alessandro Cavallaro Maurizio Checcucci Andrea Colombo         | 38,89    |
| 2     | Großbritannien | Allyn Condon Marlon Devonish Christian Malcolm Mark Lewis-Francis                | 38,99    |
| 3     | Polen          | Marcin Krzywański Marcin Jędrusiński Piotr Balcerzak Marcin Urbaś                | 39,00    |
| 4     | Deutschland    | Tobias Unger Marc Blume Alexander Kosenkow Christian Schacht                     | 39,48    |
| 5     | Spanien        | Cecilio Maestra Pedro Pablo Nolet Diego Moisés Santos Carlos Berlanga            | 39,58    |
| 6     | Griechenland   | Panagiotis Sarris Aristotelis Gavelas Konstantinos Kenteris Charalambos Papadias | 39,62    |
| 7     | Russland       | Waleri Kirdjaschew Alexander Riabow Alexander Smirnow Sergei Bytschkow           | 40,27    |
| DOP   | Frankreich     | Jérôme Éyana Frédéric Krantz Christophe Cheval Needy Guims                       | 39,34    |

WR: 37,40 s –  (Carl Lewis, Dennis Mitchell, Leroy Burrell, Michael Marsh), Barcelona 1992

ER:037,73 s –  (Jason Gardener, Darren Campbell, Marlon Devonish, Dwain Chambers), Sevilla 1999
Datum: 23. Juni
Der in der zunächst viertplatzierten französischen Staffel auf der dritten Position eingesetzte Sprinter Christophe Cheval wurde positiv auf das verbotene Mittel Nandrolon getestet und mit einer Sperre von zwei Jahren belegt. Unter anderem seine hier erzielten Resultate wurden annulliert. Er hatte auch den 200-Meter-Lauf bestritten. So verlor das französische Team zehn Punkte und wurde vom zweiten auf den sechsten Platz zurückgestuft.

#### 4 × 400 m Staffel
| Platz | Besetzung      | Land                                                                         | Zeit (min) |
| ----- | -------------- | ---------------------------------------------------------------------------- | ---------- |
| 1     | Polen          | Piotr Rysiukiewicz Piotr Haczek Piotr Długosielski Robert Maćkowiak          | 3:01,79    |
| 2     | Russland       | Boris Gorban Ruslan Maschtschenko Dmitri Golowastow Andrei Semjonow          | 3:02,09    |
| 3     | Deutschland    | Ingo Schultz Michael Dragu Mark-Alexander Scheer Lars Figura                 | 3:02,71    |
| 4     | Großbritannien | Jared Deacon Iwan Thomas Du’aine Ladejo Mark Richardson                      | 3:02,79    |
| 5     | Frankreich     | Marc Raquil Marc Foucan Bruno Wavelet Stéphane Diagana                       | 3:02,92    |
| 6     | Italien        | Loreno Gini Luca Galletti Enrico Saraceni Alessandro Attene                  | 3:05,38    |
| 7     | Griechenland   | Stilianós Dimótsios Anastasios Gousis Georgios Ikonimidis Periklis Iakovakis | 3:05,64    |
| 8     | Spanien        | Eduardo Iván Rodríguez Alberto Martínez Salvador Rodríguez David Canal       | 3:07,87    |

WR: 2:54,29 min –  (Andrew Valmon, Quincy Watts, Butch Reynolds, Michael Johnson), Stuttgart 1993

ER:02:56,60 min –  (Iwan Thomas, Jamie Baulch, Mark Richardson, Roger Black), Atlanta 1996
Datum: 24. Juni

#### Hochsprung
| Platz | Athlet             | Land | Höhe (m) | Versuchsserie (m) | Versuchsserie (m) | Versuchsserie (m) | Versuchsserie (m) | Versuchsserie (m) | Versuchsserie (m) | Versuchsserie (m) | Versuchsserie (m) |
| Platz | Athlet             | Land | Höhe (m) | 2,05              | 2,10              | 2,15              | 2,19              | 2,23              | 2,26              | 2,28              | 2,31              |
| 1     | Jaroslaw Rybakow   | RUS  | 2,28     | –                 | –                 | –                 | o                 | xo                | o                 | o                 | xxx               |
| 2     | Grzegorz Sposób    | POL  | 2,23     | –                 | o                 | o                 | o                 | o                 | x–                | xx                |                   |
| 3     | Martin Buß         | GER  | 2,19     | –                 | –                 | o                 | o                 | xxx               |                   |                   |                   |
| 4     | Robert Mitchell    | GBR  | 2,19     | o                 | o                 | xxo               | o                 | xxx               |                   |                   |                   |
| 5     | David Antona       | ESP  | 2,19     | o                 | o                 | o                 | xo                | xxx               |                   |                   |                   |
| 6     | Dimítrios Sirrákos | GRC  | 2,19     | xo                | xo                | xxo               | xxo               | xxx               |                   |                   |                   |
| 7     | Grégory Gabella    | FRA  | 2,15     | xo                | o                 | o                 | xxx               |                   |                   |                   |                   |
| 8     | Giulio Ciotti      | ITA  | 2,15     | xo                | o                 | xxo               | xxx               |                   |                   |                   |                   |

WR: 2,45 m –  Javier Sotomayor, Salamanca 1993

ER:02,42 m –  Patrik Sjöberg, Stockholm 1987
Datum: 23. Juni

#### Stabhochsprung
| Platz | Athlet            | Land | Höhe (m) | Versuchsserie (m) | Versuchsserie (m) | Versuchsserie (m) | Versuchsserie (m) | Versuchsserie (m) | Versuchsserie (m) | Versuchsserie (m) | Versuchsserie (m) | Versuchsserie (m) |
| Platz | Athlet            | Land | Höhe (m) | 4,85              | 5,10              | 5,25              | 5,40              | 5,50              | 5,60              | 5,68              | 5,75              | 5,85              |
| 1     | Michael Stolle    | GER  | 5,75     | –                 | –                 | –                 | xo                | –                 | xo                | –                 | xo                | xxx               |
| 2     | Adam Kolasa       | POL  | 5,68     | –                 | o                 | o                 | o                 | o                 | o                 | o                 | xxx               |                   |
| 3     | Wassili Gorschkow | RUS  | 5,68     | –                 | –                 | o                 | o                 | o                 | o                 | xo                | xxx               |                   |
| 4     | Khalid Lachheb    | FRA  | 5,68     | –                 | –                 | o                 | xxo               | o                 | o                 | xo                | xxx               |                   |
| 5     | Montxu Miranda    | ESP  | 5,50     | –                 | –                 | xo                | –                 | xxo               | –                 | xxx               |                   |                   |
| 6     | Matios Evangelou  | GRC  | 5,10     | o                 | xxo               | xxx               |                   |                   |                   |                   |                   |                   |
| NMH   | Massimo Allevi    | ITA  | ogV      | –                 | xxx               |                   |                   |                   |                   |                   |                   |                   |
| NMH   | Nick Buckfield    | GBR  | ogV      | –                 | –                 | –                 | xxx               |                   |                   |                   |                   |                   |

WR/ER: 6,14 m –  Serhij Bubka, Sestriere 1994
Datum: 24. Juni

#### Weitsprung
| Platz | Athlet                  | Land | Weite (m) | Versuchsserie (m) | Versuchsserie (m) | Versuchsserie (m) | Versuchsserie (m) |
| Platz | Athlet                  | Land | Weite (m) | 1. Versuch        | 2. Versuch        | 3. Versuch        | 4. Versuch        |
| 1     | Daniil Burkenja         | RUS  | 7,89      | 7,88              | x                 | x                 | 7,89              |
| 2     | Christopher Tomlinson   | GBR  | 7,67      | 7,67              | 7,35              | 7,40              | 7,49              |
| 3     | Grzegorz Marciniszyn    | POL  | 7,64      | 7,37              | 7,36              | 7,62              | 7,64              |
| 4     | Alessio Rimoldi         | ITA  | 7,63      | 7,63              | x                 | 7,40              | 7,41              |
| 5     | Konstantin Krause       | GER  | 7,60      | 7,60              | 7,51              | 7,60              | x                 |
| 6     | Konstandinos Koukodimos | GRC  | 7,55      | 7,34              | 7,46              | 7,55              | 7,45              |
| 7     | Yann Domenech           | FRA  | 7,49      | 7,49              | 7,40              | 7,48              | 7,19              |
| 8     | Yago Lamela             | ESP  | 7,48      | 7,48              | 6,83              | x                 | 7,35              |

WR: 8,95 m –  Mike Powell, Tokio 1991

ER:08,86 m –  Robert Emmijan, Zaghkadsor 1987
Datum: 23. Juni

#### Dreisprung
| Platz | Athlet              | Land | Weite (m) | Versuchsserie (m) | Versuchsserie (m) | Versuchsserie (m) | Versuchsserie (m) |
| Platz | Athlet              | Land | Weite (m) | 1. Versuch        | 2. Versuch        | 3. Versuch        | 4. Versuch        |
| 1     | Jonathan Edwards    | GBR  | 17,26     | 17,26             | –                 | x                 | 17,04             |
| 2     | Christos Meletoglou | GRC  | 17,19     | 16,03             | 16,59             | 16,94             | 17,19             |
| 3     | Paolo Camossi       | ITA  | 16,97     | 16,43             | 16,81             | 16,97             | 16,81             |
| 4     | Andrej Kurenoy      | RUS  | 16,63     | 16,63             | x                 | 16,07             | 16,53             |
| 5     | Karl Taillepierre   | FRA  | 16,63     | 16,63             | x                 | x                 | x                 |
| 6     | Jacek Kazimierowski | POL  | 16,30     | 15,81             | 16,30             | x                 | 16,26             |
| 7     | Julio Lopez         | ESP  | 16,19     | 13,82             | 15,39             | 16,19             | x                 |
| 8     | Charles Friedek     | GER  | 16,14     | 16,14             | x                 | r                 |                   |

WR/ER: 18,29 m –  Jonathan Edwards, Göteborg 1995
Datum: 24. Juni
Der deutsche Athlet Charles Friedek zog sich einen Muskelfaserriss in der linken Flexion zu und musste seine Teilnahme an den Leichtathletik-Weltmeisterschaften 2001 im kanadischen Edmonton absagen.

#### Kugelstoßen
| Platz | Athlet                | Land | Weite (m) | Versuchsserie (m) | Versuchsserie (m) | Versuchsserie (m) | Versuchsserie (m) |
| Platz | Athlet                | Land | Weite (m) | 1. Versuch        | 2. Versuch        | 3. Versuch        | 4. Versuch        |
| 1     | Manuel Martínez       | ESP  | 21,03     | x                 | 20,21             | x                 | 21,03             |
| 2     | Pawel Tschumatschenko | RUS  | 20,54     | 20,06             | 20,54             | 20,02             | x                 |
| 3     | Paolo Dal Soglio      | ITA  | 20,02     | 20,02             | x                 | 19,75             | x                 |
| 4     | Ralf Bartels          | GER  | 19,50     | 19,50             | 19,39             | 19,37             | x                 |
| 5     | Leszek Śliwa          | POL  | 18,85     | 18,31             | 18,85             | x                 | x                 |
| 6     | Yves Niaré            | FRA  | 18,64     | 18,24             | 18,40             | 18,40             | 18,64             |
| 7     | Vaios Tigas           | GRC  | 18,48     | 18,48             | 18,48             | 18,27             | x                 |
| 8     | Mark Proctor          | GBR  | 18,10     | x                 | x                 | 18,10             | x                 |

WR: 23,12 m –  Randy Barnes, Westwood 1990

ER:023,06 m –  Ulf Timmermann, Chania 1988
Datum: 23. Juni

#### Diskuswurf
| Platz | Athlet               | Land | Weite (m) | Versuchsserie (m) | Versuchsserie (m) | Versuchsserie (m) | Versuchsserie (m) |
| Platz | Athlet               | Land | Weite (m) | 1. Versuch        | 2. Versuch        | 3. Versuch        | 4. Versuch        |
| 1     | Lars Riedel          | GER  | 66,63     | 65,37             | 66,41             | x                 | 66,63             |
| 2     | Mario Pestano        | ESP  | 65,60     | 63,78             | 64,16             | 65,60             | 64,68             |
| 3     | Dmitri Schewtschenko | RUS  | 65,26     | 59,15             | x                 | 63,71             | 65,26             |
| 4     | Olgierd Stanski      | POL  | 61,11     | 61,11             | x                 | 59,90             | x                 |
| 5     | Diego Fortuna        | ITA  | 59,81     | 58,66             | 58,70             | 58,90             | 59,81             |
| 6     | Jean-Claude Retel    | FRA  | 58,64     | 55,83             | 58,09             | 58,64             | x                 |
| 7     | Robert Weir          | GBR  | 58,23     | 58,23             | 55,77             | 57,33             | 57,27             |
| 8     | Savvas Panavoglou    | GRC  | 58,14     | 55,76             | 57,66             | 58,14             | x                 |

WR/ER: 74,08 m –  Jürgen Schult, Neubrandenburg 1986
Datum: 24. Juni

#### Hammerwurf
| Platz | Athlet                | Land | Weite (m) | Versuchsserie (m) | Versuchsserie (m) | Versuchsserie (m) | Versuchsserie (m) |
| Platz | Athlet                | Land | Weite (m) | 1. Versuch        | 2. Versuch        | 3. Versuch        | 4. Versuch        |
| 1     | Szymon Ziółkowski     | POL  | 80,87     | 80,87             | 80,82             | 80,40             | 80,37             |
| 2     | Nicola Vizzoni        | ITA  | 80,13     | 79,28             | 80,13             | 78,29             | 79,89             |
| 3     | Christos Polychroniou | GRC  | 78,34     | 77,76             | 78,07             | 78,34             | 76,35             |
| 4     | Nicolas Figère        | FRA  | 76,90     | x                 | 76,90             | 75,49             | 73,72             |
| 5     | Karsten Kobs          | GER  | 75,79     | 75,53             | 75,79             | 73,82             | x                 |
| 6     | Michael Jones         | GBR  | 74,67     | 74,67             | 70,83             | 72,88             | 69,91             |
| 7     | Moisés Campeny        | ESP  | 70,44     | 68,50             | 70,44             | x                 | 69,79             |
| 8     | Andrei Jewgenjew      | RUS  | 70,20     | 67,74             | x                 | 70,20             | x                 |

WR/ER: 86,74 m –  Jurij Sedych, Stuttgart 1986
Datum: 23. Juni

#### Speerwurf
| Platz | Athlet                  | Land | Weite (m) | Versuchsserie (m) | Versuchsserie (m) | Versuchsserie (m) | Versuchsserie (m) |
| Platz | Athlet                  | Land | Weite (m) | 1. Versuch        | 2. Versuch        | 3. Versuch        | 4. Versuch        |
| 1     | Konstandinos Gatsioudis | GRC  | 88,33     | 88,33             | r                 |                   |                   |
| 2     | Sergei Makarow          | RUS  | 83,24     | 83,24             | –                 | x                 | 80,19             |
| 3     | Raymond Hecht           | GER  | 83,05     | 77,69             | 76,35             | 83,05             | x                 |
| 4     | Nick Nieland            | GBR  | 80,84     | 80,84             | x                 | x                 | x                 |
| 5     | Rajmund Kolko           | POL  | 79,20     | 75,41             | 77,11             | x                 | 79,20             |
| 6     | Alberto Desiderio       | ITA  | 75,34     | 73,04             | 74,95             | 71,34             | 75,34             |
| 7     | David Brisseault        | FRA  | 73,48     | 70,25             | 73,48             | 72,43             | x                 |
| 8     | Gustavo Dacal           | ESP  | 71,26     | 63,43             | 71,26             | 66,44             | 68,98             |

WR/ER: 98,48 m –  Jan Železný, Jena 1996
Datum: 24. Juni

### Frauen

#### 100 m
| Platz | Athletin              | Land | Zeit (s) |
| ----- | --------------------- | ---- | -------- |
| 1     | Marina Kislowa        | RUS  | 11,23    |
| 2     | Natallja Safronnikawa | BLR  | 11,26    |
| 3     | Katia Benth           | FRA  | 11,38    |
| 4     | Gabi Rockmeier        | GER  | 11,38    |
| 5     | Joice Maduaka         | GBR  | 11,45    |
| 6     | Manuela Levorato      | ITA  | 11,47    |
| 7     | Pava Andrýsková       | CZE  | 11,73    |
| 8     | Evelina Lisenco       | ITA  | 11,83    |

WR: 10,49 s –  Florence Griffith-Joyner, Indianapolis 1988

ER:010,73 s –  Christine Arron, Budapest 1998
Datum: 23. Juni
Wind: +2,8 m/s
In diesem Wettbewerb lag die Rückenwindunterstützung um 0,8 m/s über dem erlaubten Wert. So konnten die erzielten Zeiten nicht in die offiziellen Bestenlisten aufgenommen werden.

#### 200 m
| Platz | Athletin               | Land | Zeit (s) |
| ----- | ---------------------- | ---- | -------- |
| 1     | Natallja Safronnikawa  | BLR  | 22,68    |
| 2     | Ionela Târlea          | ROU  | 22,85    |
| 3     | Swetlana Gontscharenko | RUS  | 22,87    |
| 4     | Birgit Rockmeier       | GER  | 23,04    |
| 5     | Manuela Levorato       | ITA  | 23,18    |
| 6     | Katharine Merry        | GBR  | 23,21    |
| 7     | Fabé Dia               | FRA  | 23,29    |
| 8     | Erika Suchovská        | CZE  | 23,79    |

WR: 21,34 s –  Florence Griffith-Joyner, Seoul 1988

ER:021,71 s –  Marita Koch, Chemnitz 1979 / Potsdam 1984
000000000000 Heike Drechsler, Jena 1986 / Stuttgart 1986
Datum: 24. Juni
Wind: +0,3 m/s

#### 400 m
| Platz | Athletin           | Land | Zeit (s) |
| ----- | ------------------ | ---- | -------- |
| 1     | Grit Breuer        | GER  | 50,49    |
| 2     | Francine Landre    | FRA  | 51,21    |
| 3     | Natalja Antjuch    | RUS  | 51,37    |
| 4     | Otilia Ruicu       | ROU  | 51,65    |
| 5     | Allison Curbishley | GBR  | 51,99    |
| 6     | Hanna Kosak        | BLR  | 52,08    |
| 7     | Danielle Perpoli   | ITA  | 52,13    |
| 8     | Tereza Žižalová    | CZE  | 54,06    |

WR/ER: 47,60 s –  Marita Koch, Canberra 1985
Datum: 23. Juni
Grit Breuer stellte mit ihrer Siegeszeit eine neue deutsche Jahresbestleistung auf.

#### 800 m
| Platz | Athletin             | Land | Zeit (min) |
| ----- | -------------------- | ---- | ---------- |
| 1     | Irina Mistjukewitsch | RUS  | 1:59,09    |
| 2     | Ivonne Teichmann     | GER  | 1:59,39    |
| 3     | Natallja Djuchnaja   | BLR  | 1:59,95    |
| 4     | Virginie Fouquet     | FRA  | 2:01,82    |
| 5     | Tanya Blake          | GBR  | 2:02,30    |
| 6     | Petra Sedláková      | CZE  | 2:02,67    |
| 7     | Sara Palmas          | ITA  | 2:04,86    |
| 8     | Elena Iagăr          | ROU  | 2:05,68    |

WR/ER: 1:53,28 min –  Jarmila Kratochvílová, München 1983
Datum: 23. Juni

#### 1500 m
| Platz | Athletin           | Land | Zeit (min) |
| ----- | ------------------ | ---- | ---------- |
| 1     | Violeta Szekely    | ROU  | 4:06,43    |
| 2     | Olga Jegorowa      | RUS  | 4:06,59    |
| 3     | Hayley Tullett     | GBR  | 4:07,83    |
| 4     | Alesja Turawa      | BLR  | 4:08,80    |
| 5     | Kathleen Friedrich | GER  | 4:09,79    |
| 6     | Andrea Šuldesová   | CZE  | 4:10,28    |
| 7     | Hanane Sabri       | FRA  | 4:11,73    |
| 8     | Sara Palmas        | ITA  | 4:14,97    |

WR: 3:50,46 min –  Qu Yunxia, Peking 1983

ER:03:52,47 min –  Tatjana Kasankina, Zürich 1980
Datum: 24. Juni

#### 3000 m
| Platz | Athletin             | Land | Zeit (min) |
| ----- | -------------------- | ---- | ---------- |
| 1     | Kathy Butler         | GBR  | 9:03,71    |
| 2     | Maria Cristina Grosu | ROU  | 9:04,91    |
| 3     | Fatima Yvelain       | FRA  | 9:05,30    |
| 4     | Lilija Wolkowa       | RUS  | 9:06,78    |
| 5     | Elisa Rea            | ITA  | 9:06,95    |
| 6     | Sabrina Mockenhaupt  | GER  | 9:07,96    |
| 7     | Renata Hoppová       | CZE  | 9:16,04    |
| 8     | Swjatlana Klimkowich | BLR  | 9:23,73    |

WR: 8:06,11 min –  Wang Junxia, Peking 1993

ER:08:21,64 min –  Sonia O’Sullivan, London 1994
Datum: 23. Juni

#### 5000 m
| Platz | Athletin                | Land | Zeit (min)  |
| ----- | ----------------------- | ---- | ----------- |
| 1     | Jelena Sadoroschnaja    | RUS  | 14:40,47 WL |
| 2     | Paula Radcliffe         | GBR  | 14:49,84000 |
| 3     | Mihaela Botezan         | ROU  | 15:08,78000 |
| 4     | Yamna Oubouhou-Belkacem | FRA  | 15:23,66000 |
| 5     | Elisa Rea               | ITA  | 15:33,40000 |
| 6     | Luminita Zaituc         | GER  | 15:41,39000 |
| 7     | Ludmilla Woltschik      | BLR  | 16:17,76000 |
| 8     | Marie Wolna             | CZE  | 16:34,77000 |

WR: 14:28,09 min –  Jiang Bo, Shanghai 1997

ER:014:36,45 min –  Fernanda Ribeiro, Hechtel 1995
Datum: 23. Juni

#### 100 m Hürden
| Platz | Athletin          | Land | Zeit (s) |
| ----- | ----------------- | ---- | -------- |
| 1     | Irina Korotja     | RUS  | 13,06    |
| 2     | Linda Ferga       | FRA  | 13,10    |
| 3     | Kirsten Bolm      | GER  | 13,15    |
| 4     | Diane Allahgreen  | GBR  | 13,23    |
| 5     | Margaret Macchiut | ITA  | 13,23    |
| 6     | Éva Miklós        | ROU  | 13,53    |
| 7     | Lucie Škrobáková  | CZE  | 13,70    |
| DSQ   | Jewgenia Lichuta  | BLR  |          |

WR/ER: 12,21 s –  Jordanka Donkowa, Stara Sagora 1988
Datum: 24. Juni
Wind: +0,6 m/s

#### 400 m Hürden
| Platz | Athletin             | Land | Zeit (s) |
| ----- | -------------------- | ---- | -------- |
| 1     | Julija Nossowa       | RUS  | 53,84    |
| 2     | Ionela Târlea        | ROU  | 55,08    |
| 3     | Heike Meißner        | GER  | 55,33    |
| 4     | Sylvanie Morandais   | FRA  | 55,50    |
| 5     | Tazjana Kurotschkina | BLR  | 56,17    |
| 6     | Monika Niederstätter | ITA  | 56,85    |
| 7     | Alena Rücklová       | CZE  | 57,60    |
| 8     | Natasha Denvers      | GBR  | 62,97    |

WR: 52,61 s –  Kim Batten, Göteborg 1995

ER:052,74 s –  Sally Gunnell, Stuttgart 1993
Datum: 23. Juni

#### 4 × 100 m Staffel
| Platz | Land           | Besetzung                                                                | Zeit (s) |
| ----- | -------------- | ------------------------------------------------------------------------ | -------- |
| 1     | Deutschland    | Melanie Paschke Sina Schielke Birgit Rockmeier Marion Wagner             | 43,02    |
| 2     | Russland       | "\| Natalja Ignatowa Irina Chabarowa Marina Kislowa Oksana Ekk           | 43,15    |
| 3     | Frankreich     | Katia Benth Frédérique Bangué Fabé Dia Odiah Sidibé                      | 43,45    |
| 4     | Großbritannien | Diane Allahgreen Marcia Richardson Joice Maduaka Shani Anderson          | 43,53    |
| 5     | Italien        | Daniela Bellanova Daniela Graglia Manuela Grillo Manuela Levorato        | 44,66    |
| 6     | Tschechien     | Pavla Andrysková Lucie Komrsková Marketa Pernicka Erika Suchovská        | 45,50    |
| DSQ   | Rumänien       | Monika Bumbescu Mirela Gavris Éva Miklós Evelina Lisenco                 |          |
| DSQ   | Belarus        | Julija Barzewitsch Natalja Safronowa Natallja Salahub Natallja Abramenko |          |

WR/ER: 41,37 s –  GDR (Silke Gladisch, Sabine Rieger, Ingrid Auerswald, Marlies Göhr), Canberra 1985
Datum: 23. Juni

#### 4 × 400 m Staffel
| Platz | Land           | Besetzung                                                                   | Zeit (min) |
| ----- | -------------- | --------------------------------------------------------------------------- | ---------- |
| 1     | Deutschland    | Claudia Marx Shanta Ghosh Florence Ekpo-Umoh Grit Breuer                    | 3:23,81    |
| 2     | Russland       | Olga Maximowa Natalja Chruschtscheljowa Julija Petschonkina Natalja Antjuch | 3:24,58    |
| 3     | Frankreich     | Francine Landre Peggy Babin Sylvanie Morandais Anita Mormand                | 3:26,23    |
| 4     | Großbritannien | Catherine Murphy Helen Frost Tanya Blake Lesley Owusu                       | 3:28,15    |
| 5     | BLR            | Natallja Salahub Swjatlana Ussowitsch Iryna Chljustawa Hanna Kosak          | 3:28,17    |
| 6     | Rumänien       | Monika Bumbescu Otilia Ruicu Maria Rus Ionela Târlea                        | 3:29,04    |
| 7     | Italien        | Nerelys Rodriguez Fabiola Piroddi Daniela Graglia Danielle Perpoli          | 3:31,96    |
| 8     | Tschechien     | Tereza Zizalová Petra Sedláková Alena Rücklová Klára Dubská                 | 3:36,35    |

WR/ER: 3:15,17 min –  (Tazzjana Ljadouskaja, Olga Nasarowa, Marija Pinigina, Olha Bryshina), Seoul 1988
Datum: 24. Juni

#### Hochsprung
| Platz | Athletin              | Land | Höhe (m) | Versuchsserie (m) | Versuchsserie (m) | Versuchsserie (m) | Versuchsserie (m) | Versuchsserie (m) | Versuchsserie (m) | Versuchsserie (m) | Versuchsserie (m) | Versuchsserie (m) |
| Platz | Athletin              | Land | Höhe (m) | 1,70              | 1,75              | 1,80              | 1,83              | 1,86              | 1,89              | 1,92              | 1,95              | 1,97              |
| 1     | Susan Jones           | GBR  | 1,95     | –                 | –                 | o                 | –                 | o                 | o                 | xo                | o                 | xxx               |
| 2     | Alina Astafei         | GER  | 1,89     | –                 | o                 | o                 | o                 | xo                | o                 | xxx               |                   |                   |
| 3     | Olga Kaliturina       | RUS  | 1,89     | –                 | o                 | o                 | o                 | o                 | xo                | xxx               |                   |                   |
| 3     | Antonietta Di Martino | ITA  | 1,89     | o                 | o                 | o                 | o                 | o                 | xo                | xxx               |                   |                   |
| 5     | Oana Pantelimon       | ROU  | 1,89     | –                 | –                 | o                 | o                 | xxo               | xo                | xxx               |                   |                   |
| 6     | Olga Schedowa         | BLR  | 1,83     | –                 | o                 | o                 | o                 | xxx               |                   |                   |                   |                   |
| 7     | Christelle Preau      | FRA  | 1,80     | o                 | xo                | o                 | xxx               |                   |                   |                   |                   |                   |
| 8     | Iva Straková          | CZE  | 1,80     | xo                | xo                | xo                | xxx               |                   |                   |                   |                   |                   |

WR/ER: 2,09 m –  Stefka Kostadinowa, Rom 1987
Datum: 24. Juni

#### Stabhochsprung
| Platz | Athletin           | Land | Höhe (m) | Versuchsserie (m) | Versuchsserie (m) | Versuchsserie (m) | Versuchsserie (m) | Versuchsserie (m) | Versuchsserie (m) | Versuchsserie (m) | Versuchsserie (m) | Versuchsserie (m) | Versuchsserie (m) | Versuchsserie (m) | Versuchsserie (m) |
| Platz | Athletin           | Land | Höhe (m) | 3,40              | 3,60              | 3,80              | 3,90              | 4,00              | 4,10              | 4,20              | 4,28              | 4,34              | 4,40              | 4,52              | 4,60              |
| 1     | Swetlana Feofanowa | RUS  | 4,60 ER  | –                 | –                 | –                 | –                 | –                 | –                 | –                 | –                 | xo                | –                 | xo                | o                 |
| 2     | Janine Whitlock    | GBR  | 4,34000  | –                 | –                 | –                 | o                 | o                 | o                 | o                 | o                 | o                 | xxx               |                   |                   |
| 3     | Pavla Hamáčková    | CZE  | 4,34000  | –                 | –                 | –                 | –                 | o                 | –                 | o                 | –                 | xo                | xxx               |                   |                   |
| 4     | Christine Adams    | GER  | 4,20000  | –                 | –                 | –                 | –                 | o                 | –                 | xo                | xxx               |                   |                   |                   |                   |
| 5     | Vanessa Boslak     | FRA  | 4,20000  | –                 | –                 | xxo               | –                 | xxo               | –                 | xo                | xxx               |                   |                   |                   |                   |
| 6     | Arianna Farfaletti | ITA  | 4,10000  | –                 | –                 | o                 | –                 | xo                | xxo               | xxx               |                   |                   |                   |                   |                   |
| 7     | Yuliya Taratynova  | BLR  | 3,60000  | o                 | xxo               | xxx               |                   |                   |                   |                   |                   |                   |                   |                   |                   |
| DNS   | Silvia Ristea      | ROU  |          |                   |                   |                   |                   |                   |                   |                   |                   |                   |                   |                   |                   |

WR: 4,81 m –  Stacy Dragila, Palo Alto 2001

ER:04,57 m –  Swetlana Feofanowa, Athen 2001
Datum: 23. Juni
Die Anfangshöhe lag bei 3,20 m mit anschließenden Steigerungen um je zwanzig Zentimeter bis 3,80 m, danach wurde in Zehn-Zentimeter-Schritten bis auf 4,20 m erhöht. Erst bei 4,34 m stieg die amtierende Europarekordlerin Swetlana Feofanowa – die wenige Tage zuvor am 11. Juni in Athen bereits 4,57 m übersprungen hatte – als letzte Teilnehmerin in den Wettbewerb ein. Sie schaffte ihre Einstiegshöhe im zweiten Versuch. Anschließend kam es zu einigen Missverständnissen zwischen ihr und den Kampfrichtern: Feofanowa wollte die Marke von 4,40 m auslassen, da Pavla Hamáčková und Janine Whitlock beide daran gescheitert und Feofanowa somit allein im Wettbewerb verblieben war. Auf Grund ihres Fehlversuches bei 4,34 m hatte die Russin jedoch noch nicht gewonnen. Die Regeln sahen vor, dass in diesem Falle eine gleichmäßige Höhensteigerung vorgenommen wird. Das wären hier 4,46 m gewesen. Feofanowa weigerte sich jedoch, da sie als letzte im Wettbewerb verbliebene Springerin eine etwas niedrigere Höhe wünschte. Die Kampfrichter ließen schließlich nach längeren Diskussionen 4,52 m auflegen. Diese Höhe übersprang Feofanowa im zweiten Versuch und hatte den Wettkampf gewonnen. Als Siegerin konnte Feofanowa nun ihre Wunschhöhe frei wählen und ließ die Europarekordmarke von 4,60 m auflegen, welche sie meisterte.

#### Weitsprung
| Platz | Athletin          | Land | Weite (m) | Versuchsserie (m) | Versuchsserie (m) | Versuchsserie (m) | Versuchsserie (m) |
| Platz | Athletin          | Land | Weite (m) | 1. Versuch        | 2. Versuch        | 3. Versuch        | 4. Versuch        |
| 1     | Heike Drechsler   | GER  | 6,79      | x                 | 6,48              | 6,55              | 6,79              |
| 2     | Eunice Barber     | FRA  | 6,71      | x                 | 6,71              | x                 | x                 |
| 3     | Fiona May         | ITA  | 6,57      | x                 | 6,45              | 6,43              | 6,57              |
| 4     | Olga Rubljowa     | RUS  | 6,51      | x                 | x                 | 6,30              | 6,51              |
| 5     | Jade Johnson      | GBR  | 6,49      | 6,22              | 6,49              | 6,08              | 6,46              |
| 6     | Éva Miklós        | ROU  | 6,44      | 6,20              | 6,35              | 6,17              | 6,44              |
| 7     | Lucie Komrsková   | CZE  | 6,34      | 6,25              | x                 | 6,34              | 5,99              |
| 8     | Natalja Safronowa | BLR  | 6,34      | 6,04              | 6,34              | r                 |                   |

WR/ER: 7,52 m –  Galina Tschistjakowa, Sankt Petersburg 1988
Datum: 24. Juni

#### Dreisprung
| Platz | Athletin             | Land | Weite (m) | Versuchsserie (m) | Versuchsserie (m) | Versuchsserie (m) | Versuchsserie (m) |
| Platz | Athletin             | Land | Weite (m) | 1. Versuch        | 2. Versuch        | 3. Versuch        | 4. Versuch        |
| 1     | Tatjana Lebedewa     | RUS  | 14,8900   | 14,89             | x                 | 14,6500           | x                 |
| 2     | Natallja Safronawa   | BLR  | 14,10 w   | 14,08             | 14,09             | 14,10 w           | x                 |
| 3     | Cristina Nicolau     | ROU  | 13,8300   | 13,83             | x                 | 13,6400           | x                 |
| 4     | Barbara Lah          | ITA  | 13,6900   | 13,69             | 13,50             | x                 | 13,52             |
| 5     | Nicole Herschmann    | GER  | 13,6900   | 13,16             | x                 | 13,6900           | 13,52             |
| 6     | Amy Zongo            | FRA  | 13,45 w   | x                 | x                 | 13,45 w           | 13,04             |
| 7     | Rebecca White        | GBR  | 12,8200   | x                 | x                 | x                 | 12,82             |
| 8     | Martina Darmovzalová | CZE  | 12,7700   | 12,27             | x                 | 12,6700           | 12,77             |

WR/ER: 15,50 m –  Inessa Krawez, Göteborg 1995
Datum: 23. Juni

#### Kugelstoßen
| Platz | Athletin                | Land | Weite (m) | Versuchsserie (m) | Versuchsserie (m) | Versuchsserie (m) | Versuchsserie (m) |
| Platz | Athletin                | Land | Weite (m) | 1. Versuch        | 2. Versuch        | 3. Versuch        | 4. Versuch        |
| 1     | Nadine Kleinert-Schmitt | GER  | 19,30     | 19,06             | 19,30             | x                 | 19,02             |
| 2     | Irina Korschanenko      | RUS  | 19,27     | 18,93             | 19,27             | x                 | 19,15             |
| 3     | Assunta Legnante        | ITA  | 17,51     | 16,37             | 17,51             | 17,22             | 17,40             |
| 4     | Elena Hila              | ROU  | 17,38     | 17,28             | x                 | 17,38             | 17,27             |
| 5     | Jelena Iwanenko         | BLR  | 17,22     | 17,07             | 17,22             | x                 | 17,14             |
| 6     | Laurence Manfrédi       | FRA  | 16,73     | 16,73             | 16,34             | x                 | x                 |
| 7     | Věra Pospíšilová        | CZE  | 15,53     | 15,05             | 15,53             | 15,19             | x                 |
| 8     | Joanne Duncan           | GBR  | 15,36     | 14,75             | 15,36             | 15,26             | x                 |

WR/ER: 22,63 m –  Natalja Lissowskaja, Moskau 1987
Datum: 24. Juni

#### Diskuswurf
| Platz | Athletin              | Land | Weite (m) | Versuchsserie (m) | Versuchsserie (m) | Versuchsserie (m) | Versuchsserie (m) |
| Platz | Athletin              | Land | Weite (m) | 1. Versuch        | 2. Versuch        | 3. Versuch        | 4. Versuch        |
| 1     | Franka Dietzsch       | GER  | 64,04     | 62,50             | 64,04             | x                 | x                 |
| 2     | Natalja Sadowa        | RUS  | 63,77     | 63,60             | 61,94             | 62,48             | 63,77             |
| 3     | Nicoleta Grasu        | ROU  | 62,33     | x                 | x                 | 62,33             | 62,00             |
| 4     | Věra Pospíšilová      | CZE  | 58,96     | 56,48             | 56,57             | 58,96             | 57,30             |
| 5     | Agnese Maffeis        | ITA  | 58,17     | 58,17             | x                 | x                 | 55,24             |
| 6     | Mélina Robert-Michon  | FRA  | 58,07     | 56,60             | 58,07             | x                 | x                 |
| 7     | Ljudmila Starowoitowa | BLR  | 56,98     | 55,55             | 56,98             | 56,87             | 55,18             |
| 8     | Philippa Roles        | GBR  | 54,18     | 54,18             | 53,39             | 53,26             | x                 |

WR/ER: 76,80 m –  Gabriele Reinsch, Neubrandenburg 1988
Datum: 23. Juni

#### Hammerwurf
| Platz | Athletin          | Land | Weite (m) | Versuchsserie (m) | Versuchsserie (m) | Versuchsserie (m) | Versuchsserie (m) |
| Platz | Athletin          | Land | Weite (m) | 1. Versuch        | 2. Versuch        | 3. Versuch        | 4. Versuch        |
| 1     | Wolha Zander      | BLR  | 68,40     | 64,33             | 68,40             | 65,78             | 66,87             |
| 2     | Kirsten Münchow   | GER  | 68,09     | 62,18             | 68,09             | 67,77             | 68,08             |
| 3     | Lorraine Shaw     | GBR  | 67,98     | 64,15             | 67,61             | 67,58             | 67,98             |
| 4     | Manuela Montebrun | FRA  | 66,58     | 65,54             | 66,58             | x                 | 66,44             |
| 5     | Ester Balassini   | ITA  | 65,49     | 62,91             | 65,49             | 65,26             | x                 |
| 6     | Alla Dawydowa     | RUS  | 62,13     | 62,02             | x                 | 61,93             | 62,13             |
| 7     | Cristina Busau    | ROU  | 61,80     | x                 | 60,84             | 61,80             | x                 |
| 8     | Markéta Hajdu     | CZE  | 58,30     | 55,93             | 57,10             | 58,30             | x                 |

WR/ER: 73,14 m –  Mihaela Melinte, Poiana Brașov 1998
Datum: 24. Juni

#### Speerwurf
| Platz | Athletin            | Land | Weite (m) | Versuchsserie (m) | Versuchsserie (m) | Versuchsserie (m) | Versuchsserie (m) |
| Platz | Athletin            | Land | Weite (m) | 1. Versuch        | 2. Versuch        | 3. Versuch        | 4. Versuch        |
| 1     | Nikola Tomešová     | CZE  | 64,77     | 61,66             | 62,58             | 64,77             | 63,39             |
| 2     | Steffi Nerius       | GER  | 63,12     | 56,50             | x                 | 62,12             | 63,12             |
| 3     | Claudia Coslovich   | ITA  | 63,07     | 54,80             | 55,92             | 63,07             | 60,59             |
| 4     | Tatjana Schikolenko | RUS  | 61,85     | 59,69             | 60,09             | 60,93             | 61,85             |
| 5     | Ana Mirela Țermure  | ROU  | 61,61     | 61,61             | x                 | 58,69             | x                 |
| 6     | Oksana Welitschko   | BLR  | 56,11     | 54,72             | 56,11             | 53,19             | x                 |
| 7     | Sarah Walter        | FRA  | 55,27     | 55,27             | 53,18             | 55,05             | x                 |
| 8     | Karen Martin        | GBR  | 52,63     | 51,19             | 51,73             | 52,63             | 51,36             |

WR/ER: 69,48 m –  Trine Hattestad, Oslo 2000
Datum: 24. Juni

## Videolinks
- 2001 European Cup Superleague 110m hurdles, youtube.com, abgerufen am 9. März 2024
- 2001 EUROPEAN CUP 4x400m Men, youtube.com, abgerufen am 9. März 2024